# Fèlix Cucurull
Fèlix Cucurull i Tey (Arenys de Mar, 1919 -1996) fue un escritor y político español, activista antifranquista y nacionalista catalán.

## Biografía
Colaboró en Tele-Estel, Serra d'Or, Canigó, Ponent y Avui. En 1936 ingresó en Estat Català y fue responsable de propaganda en el Maresme. En 1938 se incorporó al ejército de Levante, instalado en Valencia, y participó en el frente como miliciano de Cultura. Al terminar la guerra civil española militó en el Front Nacional de Catalunya (FNC) y en 1946 formó parte del Consejo Ejecutivo en la conferencia de Dosrius. Formó parte del Consejo Nacional del FNC hasta el año 1968.
Participó en la fundación de la Asamblea de Cataluña (1971), organismo unitario del antifranquismo en Cataluña, que daría lugar al Partit dels Socialistes de Catalunya (PSC). El 1978 abandonó el PSC, que preparaba la fusión con el PSOE, para crear la Acció Socialista Independentista de Catalunya (ASIC) que se integró en el Partit Socialista d'Alliberament Nacional (PSAN). Entre el año 1977 y el 1981 también fue miembro de la ejecutiva del Consell Nacional Català (Catalan National Council) fundado en México, y en el periodo de 1979 a 1982, presidente del Institut de Projecció Exterior de la Cultura Catalana. En 1979 fue candidato a las elecciones a las cortes españolas en la lista del Bloc d'Esquerra d'Alliberament Nacional (BEAN), con un contundente fracaso. Más tarde, abandonó el PSAN.
En 1983 encabezó la lista del PSUC-Candidatura Unitària d'Esquerres y fue elegido concejal del Ayuntamiento de Arenys de Mar. En 1984 colaboró en varias actividades de la Crida a la Solidaritat en Defensa de la Llengua, la Cultura i la Nació Catalanes. En 1985 viaja a París en el "Tren de les nacions" y forma parte de la comisión que entrega a la UNESCO un manifiesto a favor del reconocimiento de las naciones sin estado.
De su obra historiográfica, destacan los estudios que realizó de las primeras fases del catalanismo contemporáneo y sus raíces populares y progresistas. También fue miembro de la Academia de Ciencias de Lisboa en 1979 gracias a su estudio Dos pobles ibèrics (1967) donde hace paralelismos entre Cataluña y Portugal, y en 1980 fue nombrado personalidad cultural del año por la Unión Brasileña de Escritores.

### Obras

#### Poesía
- A mig camí del seny (1946)
- Vida terrena (1948)
- Els altres mons (1952)
- El temps que se'ns escapa (1959)
- Vida terrena (1977)

#### Narraciones
- L'últim combat (1954)
- Només el miratge (1956)
- A les 21,13 (1956)
- La pregunta i l'atzar (1959)
- El silenci i la por (1962)

#### Política
- Dos pobles ibèrics (1967)
- Orígens i evolució del federalisme català (1970)
- Panoràmica del nacionalisme català (1975)
- Defensa de l'Estatut d'autonomia de Catalunya (1976)
- Consciència nacional i alliberament (1978)
- El fet nacional català a través de la història (1980)
- Catalunya nació sotmesa (1981)
- Catalunya republicana i autònoma (1931-1936). Edicions de La Magrana, Barcelona 1984, ISBN 84-7410-154-9.
- Llibertat per la democràcia (1986)
- L'autodeterminació de Catalunya (1991) ISBN 84-86421-74-8
- El dret a l'autogovern (1995) ISBN 84-85256-75-1
- Narcís Roca i Farreras i l'origen del nacionalisme d'esquerres, inacabada